# セルゲイ・ヤコヴレヴィッチ・ソコロフ
セルゲイ・ヤコヴレヴィッチ・ソコロフ（ロシア語: Серге́й Я́ковлевич Соколо́в、1897年9月26日(10月8日) – 1957年5月20日）は、ソビエト連邦の物理学者。

## 経歴
セルゲイ・ヤコヴレヴィッチ・ソコロフは帝政ロシア時代の1897年9月26日(10月8日)にサラトフ州で生まれ、レニングラード電気技術大学を卒業して定年退職するまで、ここで勤務した。彼は超音波の研究を進めて非破壊検査の一手法である超音波探傷装置を開発した。1935年には超音波で内部構造を可視化する装置や超音波顕微鏡を設計した。1942年に超音波探傷装置の発明により、スターリン国家賞を授与された。1951年には超音波顕微鏡の発明により2度目のスターリン国家賞を授与された。1953年にはソビエト科学アカデミーの会員に選出された。

## 論文
- S.Sokolov (1949). “The Ultrasonic Microscopy”. Akadema Nauk SSSR (Doklady) (64):  333-345.

## 特許
- ソビエト特許 No.49 (31 Aug. 1936)
- イギリス特許 No.477,139 (1937)
- アメリカ合衆国特許第 2,164,125号